# Lytton (British Columbia)
Lytton ist eine Gemeinde in British Columbia im Westen Kanadas. Auf ihrem Gebiet mündet der Thompson River in den Fraser River.
Während der Hitzewelle in Nordamerika 2021 zerstörte ein Brand den größten Teil des zentralen Ortes. Unmittelbar zuvor, vom 27. bis 29. Juni 2021, wurden hier die jeweils höchsten Temperaturen in der Geschichte Kanadas gemessen, zuletzt 49,6 °C.

## Lage
Begünstigt durch das Zusammentreffen der stets wasserreichen Flüsse und die warmen Sommer entwickelte sich Lytton zu einem Zentrum für Wildwasserfahrten mit Schlauchbooten und Kayaks. Mit den Slogans Rafting Capital of Canada und Canadas Rafting Capital bewirbt die Handelskammer diese touristische Nutzung.
Das gegenüberliegende Westufer des Fraser River ist durch eine Fähre sowie eine Fußgänger- und Eisenbahnbrücke erreichbar. Dort liegen das Reservat der Lytton First Nation sowie der Stein Valley Nlaka'pamux Heritage Park. Acht Kilometer östlich von Lytton am British Columbia Highway 1, der hier Teil des Trans-Canada Highwaysystems ist, liegt der Skihist Provincial Park. Im Ort beginnt der British Columbia Highway 12 Richtung Norden nach Lillooet. Durch den Ort führen außerdem die Trassen der Canadian Pacific Railway und der Canadian National Railway, die sonst dem Fraser und Thompson jeweils am gegenüberliegenden Ufer folgen; zehn Kilometer südlich von Lytton wechseln beide am Streckenpunkt Cisco die Uferseiten am Fraser. Auf den Trassen durchquert auch der „Canadian“, der transkontinentale Fernzug der VIA Rail, und der Touristenzug Rocky Mountaineer den Ort.

## Geschichte

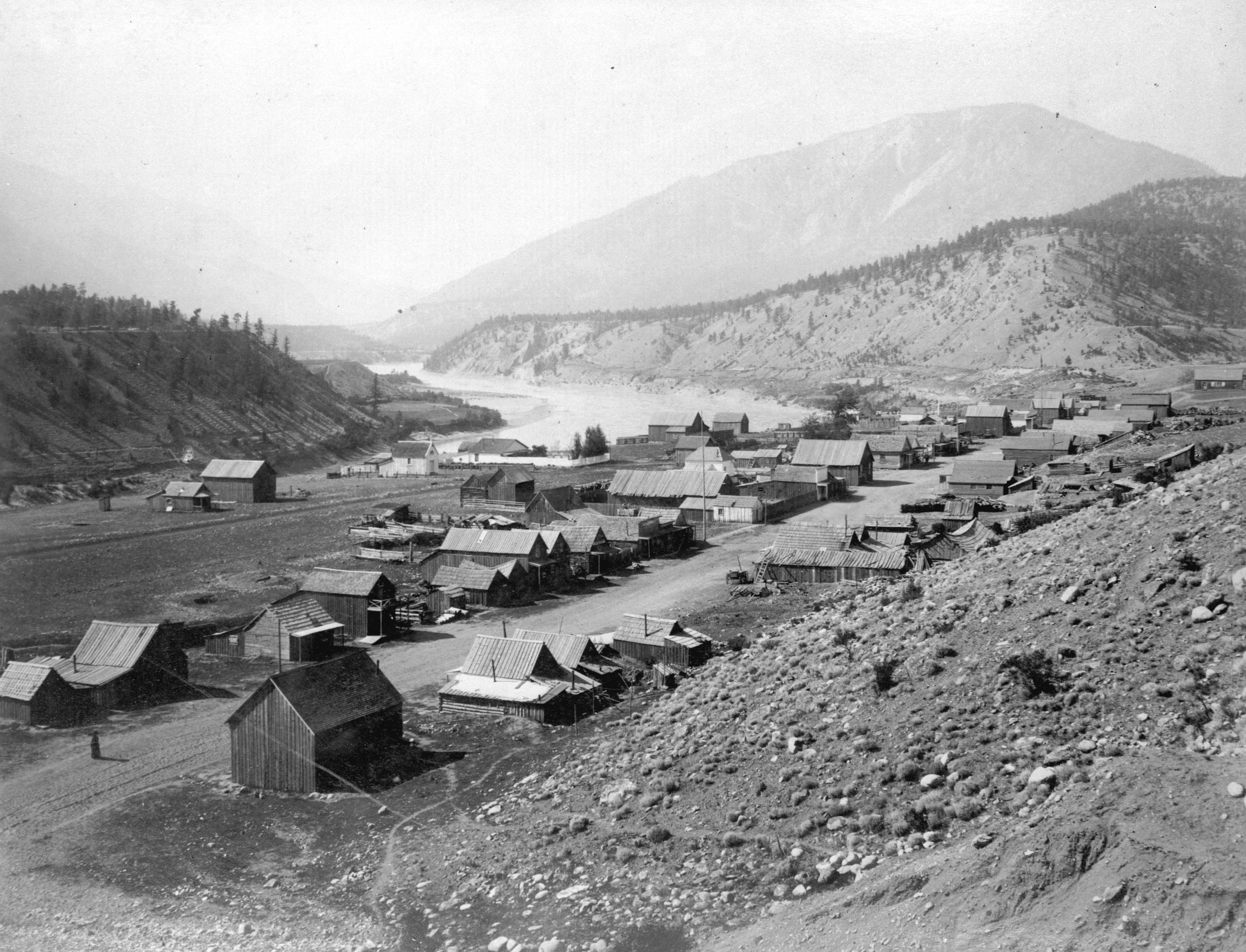
Lytton 1885

Im 19. Jahrhundert befand sich an dieser Stelle ein Dorf der First Nations namens Camchin („über (den Fluss) setzen“).
In der Mitte des 19. Jahrhunderts war es Standort eines kurzlebigen Handelspostens der Hudson’s Bay Company namens Fort Dallas. Im Zuge des Fraser-Canyon-Goldrausches 1858 wurde die heutige Siedlung gegründet und nach dem englischen Kolonialminister Edward Bulwer-Lytton benannt. Von 1901 bis 1979 betrieb die New England Company, eine Indianermissionsgesellschaft der anglikanischen Church of England, in Lytton eine Residential School, die St. George’s School.

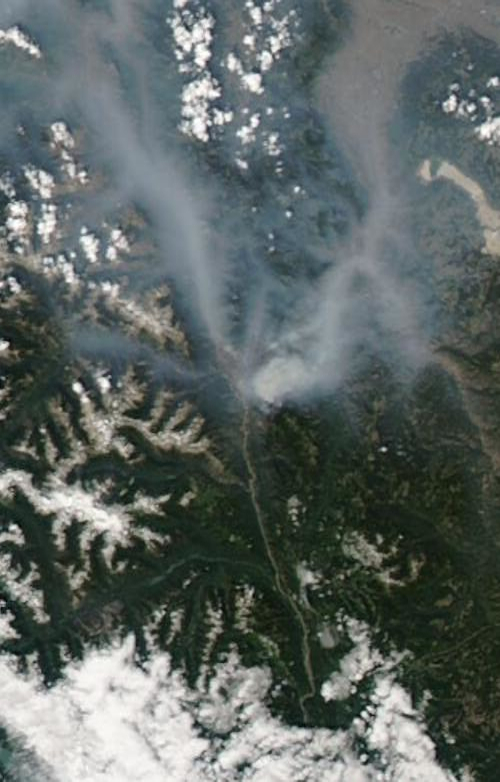
Rauch über Lytton (mittig) und Umgebung am 1. Juli 2021

Lytton meldet regelmäßig Temperaturen, die zu den höchsten in Kanada zählten. Ursächlich sind trockene Luft zusammen mit geringer Höhe über dem Meeresspiegel. Üblicherweise liegen die Maximaltemperaturen in Lytton im Juni bei ca. 25 °C.
Während der Hitzewelle in Nordamerika 2021 wurde in Lytton mehrmals der Rekord für die höchste jemals in Kanada aufgezeichnete Temperatur gebrochen: am 27. Juni 46,6 °C, am 28. Juni 47,9 °C (vorläufiger Messwert) und am 29. Juni 49,5 °C. Am Tag darauf entstand ein Feuer nahe an Eisenbahngleisen im Bereich der Stadt, sodass am Nachmittag des 30. Juni 2021 der Bürgermeister die Evakuierung des Orts anordnete. Die genaue Ursache wird weiterhin untersucht, offizielle Brandermittler halten eine menschliche Ursache für wahrscheinlich. Neben den Bewohnern von Lytton mussten in der Gegend insgesamt mehr als 1000 Menschen ihre Häuser verlassen. Innerhalb weniger Stunden verbrannten 90 Prozent des Dorfes, darunter der gesamte Ortskern.
Im Juli 2022 kam es erneut zu einem großen Waldbrand bei Lytton, aufgrund dessen erneut einige Häuser abbrannten.
|                       | Jan  | Feb  | Mär  | Apr  | Mai  | Jun  | Jul  | Aug  | Sep  | Okt  | Nov  | Dez  |   |       |
| Mittl. Tagesmax. (°C) | 0,6  | 4,9  | 10,7 | 16,1 | 20,4 | 24,1 | 28,1 | 28,1 | 22,5 | 14,9 | 5,8  | 1,2  | ⌀ | 14,8  |
| Mittl. Tagesmin. (°C) | −5,5 | −2,6 | 0,7  | 4    | 8,2  | 12,1 | 14,6 | 14,6 | 9,9  | 5,1  | −0,3 | −4,7 | ⌀ | 4,7   |
|                       |      |      |      |      |      |      |      |      |      |      |      |      |   |       |
| Niederschlag (mm)     | 64,1 | 45,2 | 32,7 | 19,3 | 18,2 | 18,8 | 14,4 | 22,9 | 27,3 | 37,2 | 65,4 | 67   | Σ | 432,5 |

| −5,5 |

| −2,6 |

| 0,7 |

| 4 |

| 8,2 |

| 12,1 |

| 14,6 |

| 14,6 |

| 9,9 |

| 5,1 |

| −0,3 |

| −4,7 |

| −5,5 |

| −2,6 |

| 0,7 |

| 4 |

| 8,2 |

| 12,1 |

| 14,6 |

| 14,6 |

| 9,9 |

| 5,1 |

| −0,3 |

| −4,7 |

## Forschungen zu dem Hitzeereignis
Zwei Klimaforscher, Erich Fischer von der ETH Zürich
und Sebastian Sippel, spürten in Klimamodellen / Klimasimulationen sehr seltene Wetterlagen mit Hitze-Extremen auf. Das Fachmagazin Nature Climate Change veröffentlichte ihre davor warnende Studie. Je mehr die globale Erwärmung fortschreitet, mit desto höherer Wahrscheinlichkeit treten diese Extreme voraussichtlich auf.

## Demographie
2006 wurden in der Gemeinde 236 Einwohner gezählt. Bei der Volkszählung 2011 waren es 228 Einwohner, bei einem durchschnittlichen Bevölkerungszuwachs in der Provinz von 5,1 % pro Jahr. Im Jahr 2016 wurden 249 Einwohner gezählt (plus 9,2 %). In der Provinz nahm die Zahl der Einwohner im gleichen Zeitraum um 5,6 % zu.

## Galerie

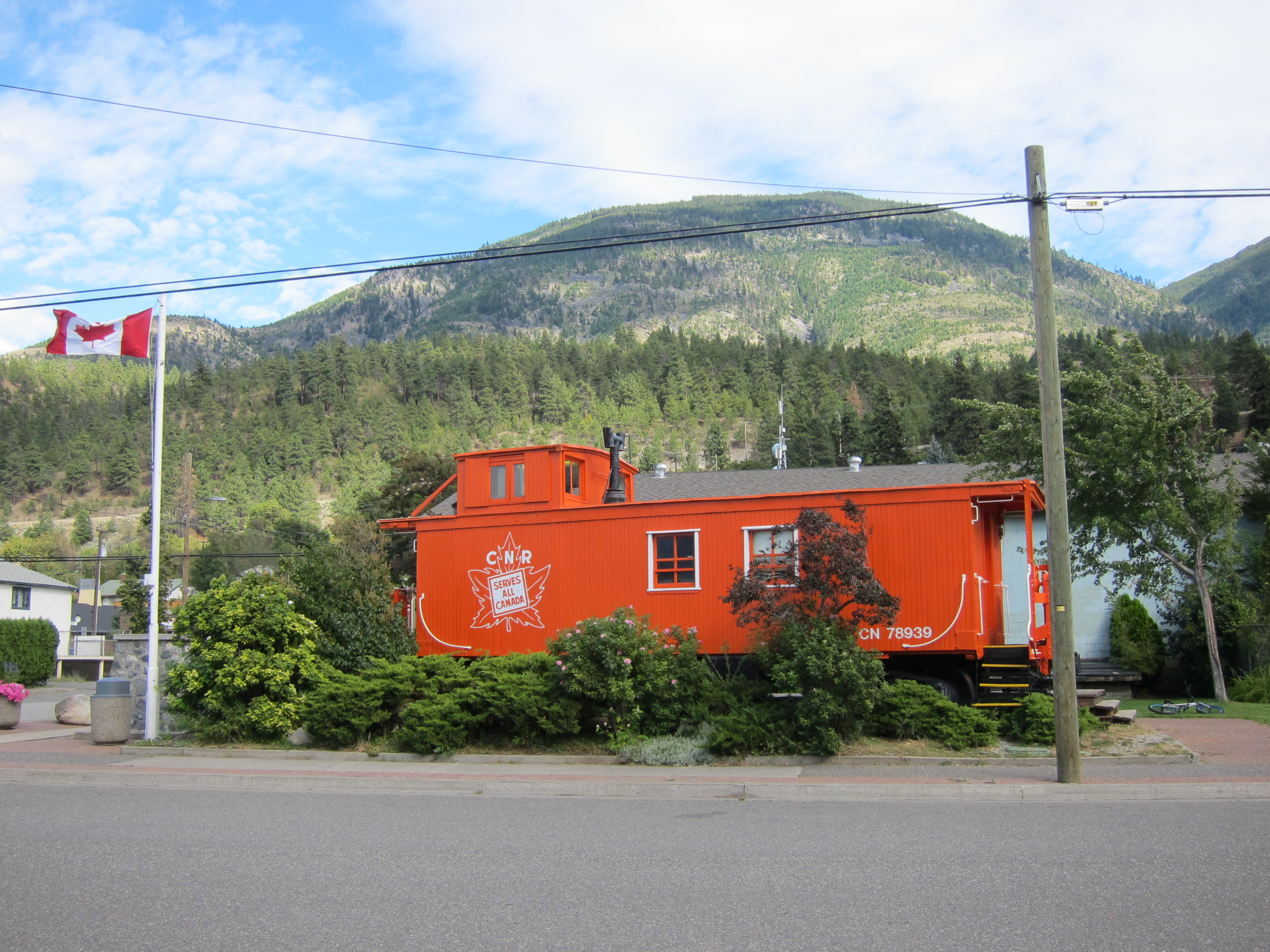
Historischer Begleitwagen der CNR
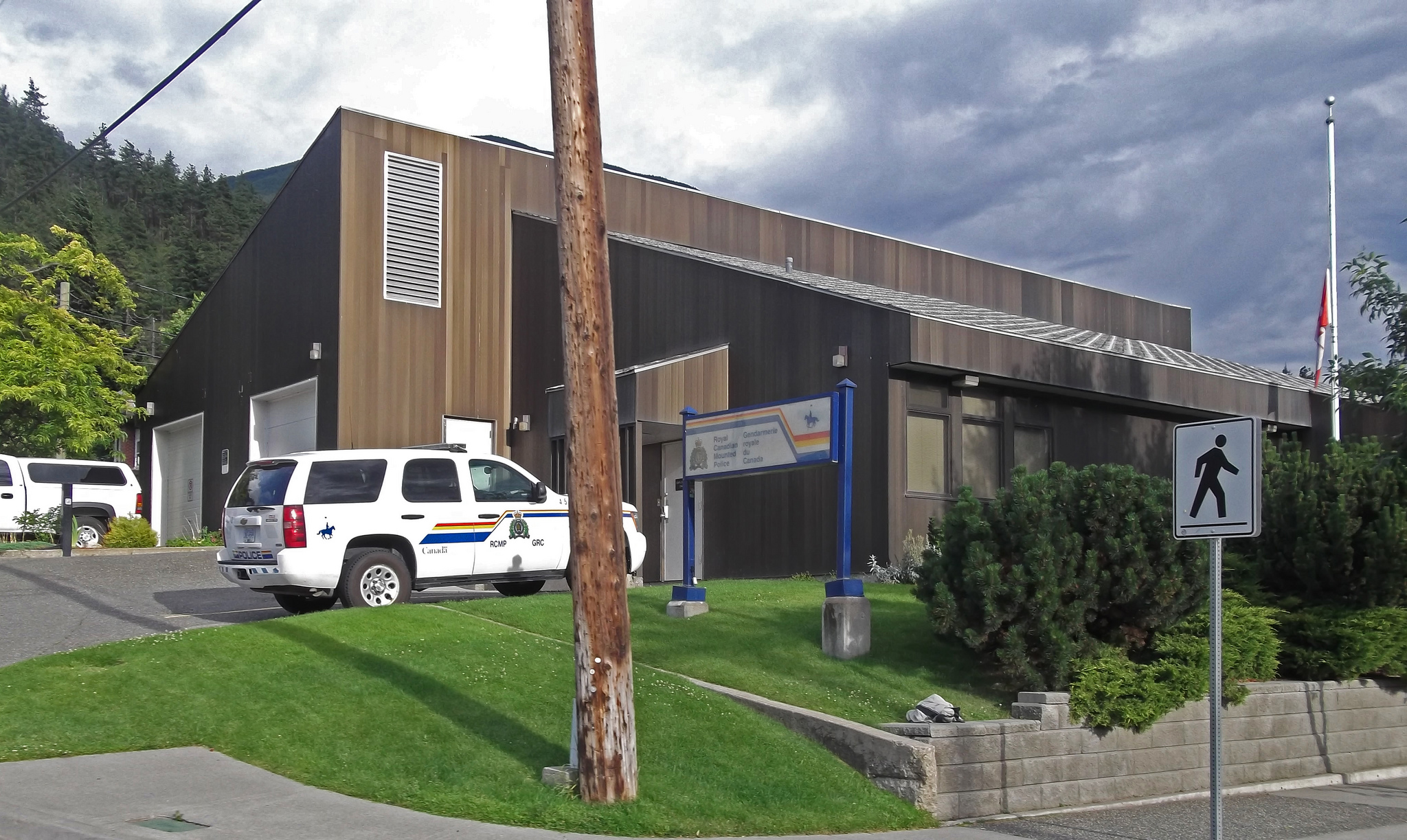
Örtliche Station der RCMP
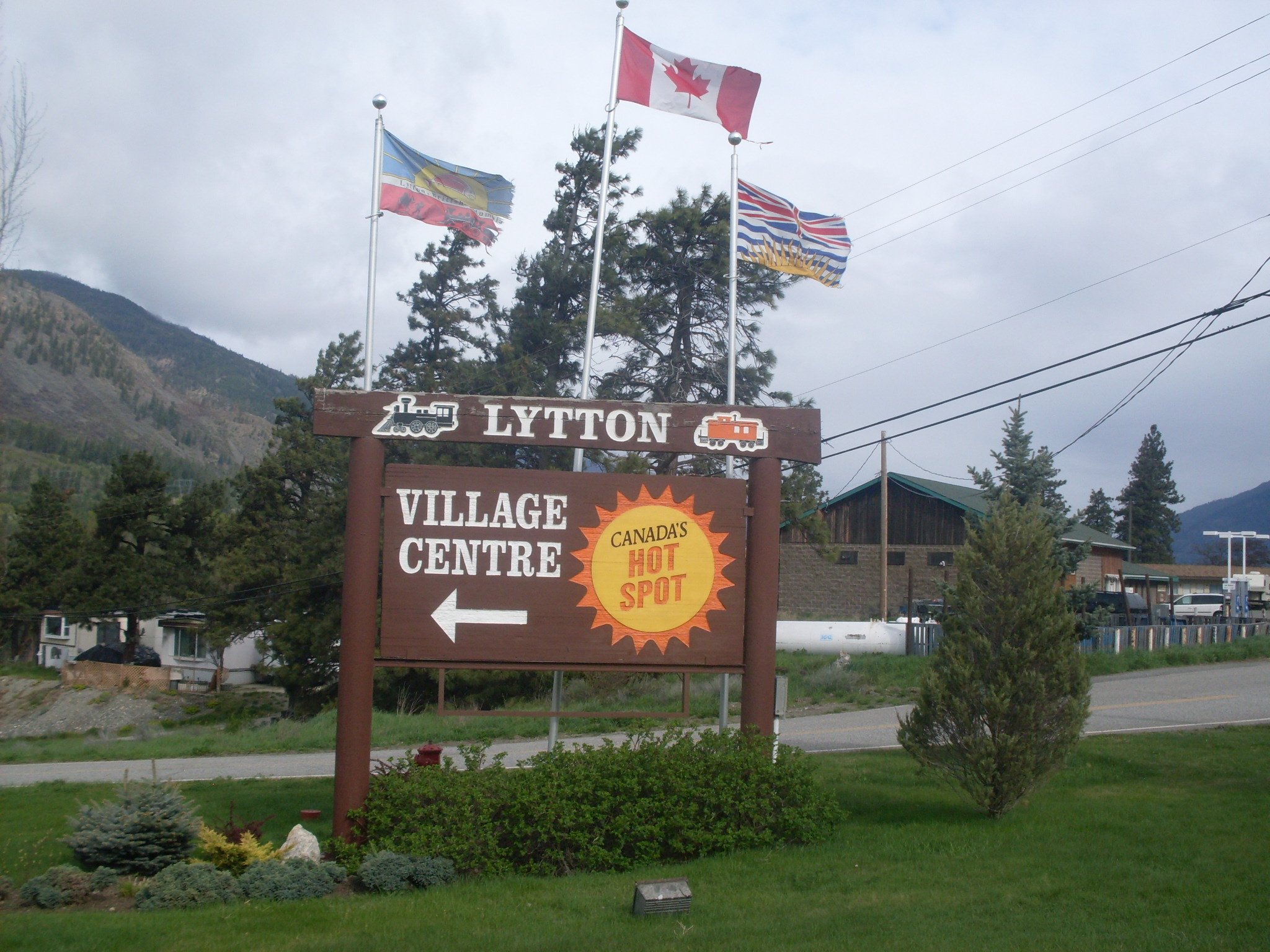
Willkommenszeichen
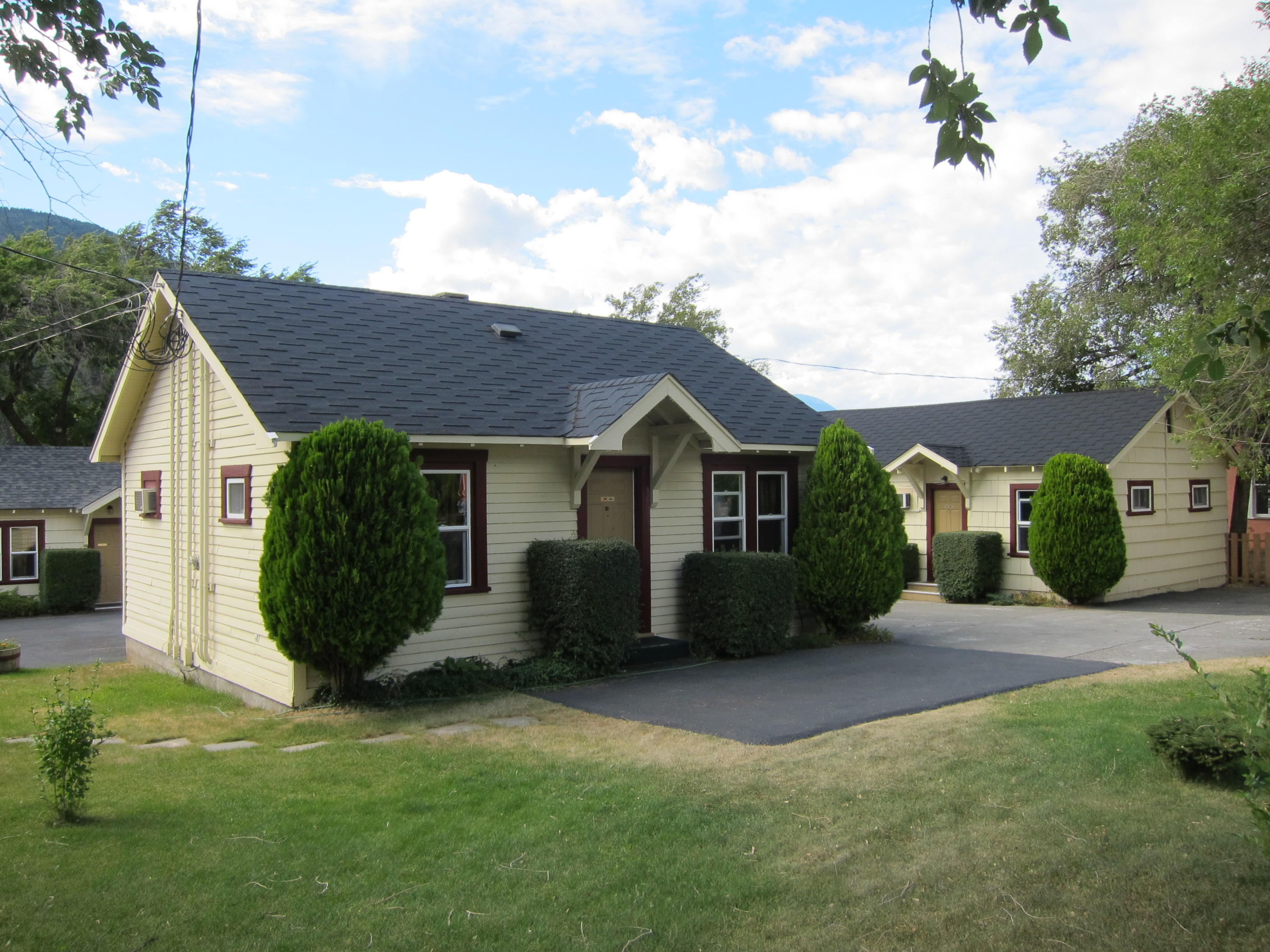
Hütten des Totem Motel